# Palais Coppedè (Via Veneto)

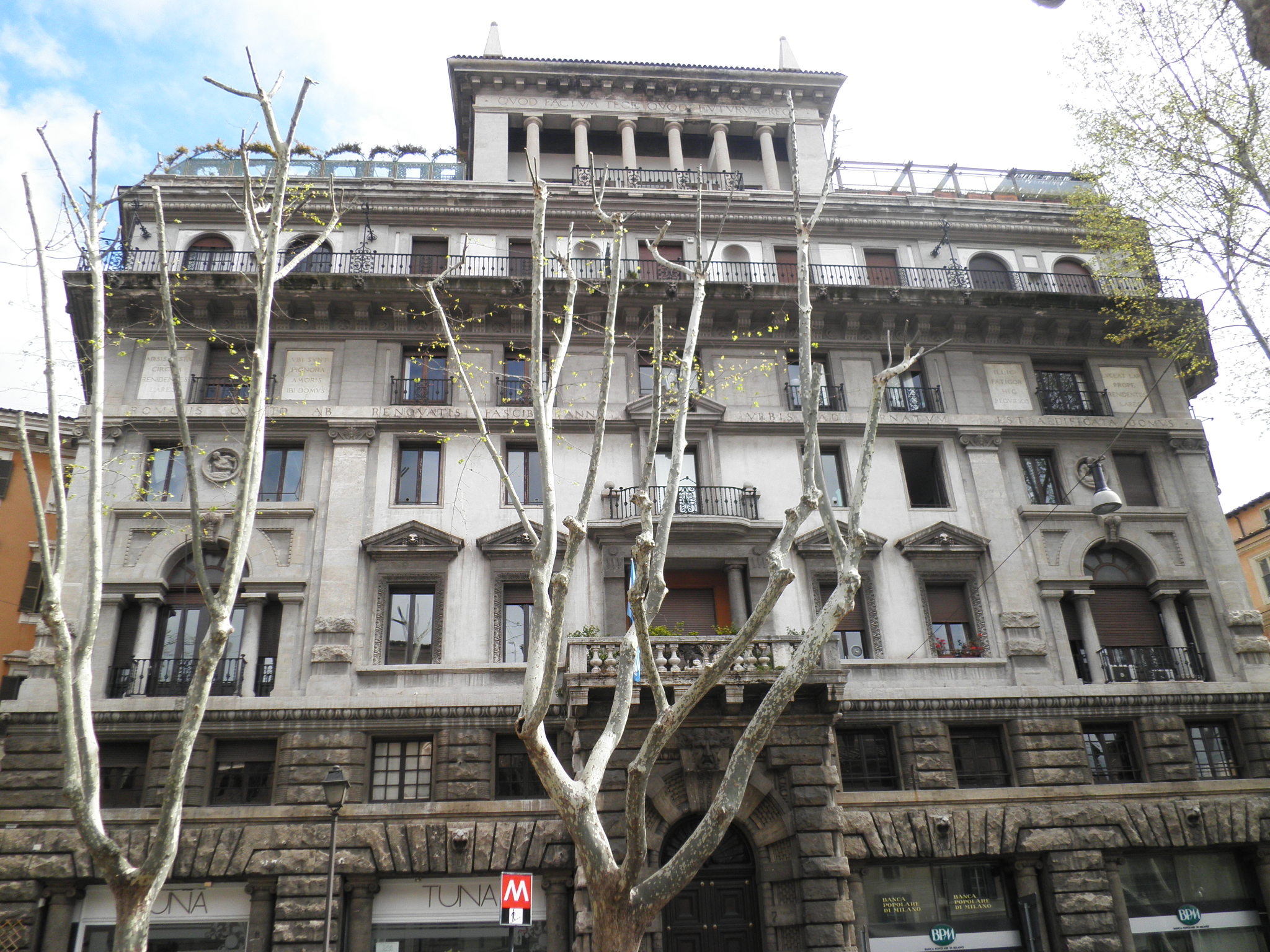
Façade sur la Via Vittorio Veneto.

Le Palais Coppedè de la Via Veneto est un palais néo-baroque situé au début de la Via Vittorio Veneto à Piazza Barberini, au carrefour avec la Via di San Basilio, dans le rione Ludovisi de Rome. Il a été construit en 1927 par l'architecte Gino Coppedè, déjà auteur dans la capitale italienne du Quartier Coppedè. En 1931, Benito Mussolini y a organisé la IIe exposition d'architecture rationnelle à Rome.